# رابرت اسپیتزر
رابرت لئوپولد اسپیتزر زاده ۲۲ می ۱۹۳۲ درگذشته در ۲۵ دسامبر ۲۰۱۵ یک روانشناس و استاد روان‌پزشکی در دانشگاه کلمبیا در شهر نیویورک بود. او شاخص‌های قابل سنجش برای تشخیص بیماری‌های روانی را به شکل قاعده درآورد و به خارج شدن همجنس‌گرایی از لیست بیماری‌های روانی کمک کرد.